# Мандалорець і Ґроґу
«Мандалорець і Ґроґу» (англ. The Mandalorian & Grogu) — майбутній американський науково-фантастичний фільм режисера Джона Фавро, сценарій до якого написаний ним і Дейвом Філоні з Педро Паскалем і Сіґурні Вівер у головних ролях. Виробляється кінокомпанією Lucasfilm і розповсюджуватиметься Walt Disney Studios Motion Pictures як частина франшизи «Зоряні війни» та продовження телесеріалу «Мандалорець».
Прем'єра кінострічки запланована на 22 травня 2026 року.

## Акторський склад
- Педро Паскаль — Дін Джарін / Мандалорець[1]
- Джеремі Аллен Вайт — Ротта Гатт: Син кримінального авторитета Джабби Гатта[2]
- Сіґурні Вівер[3]

## Маркетинг
Фавро і Філоні представили перші кадри з фільму на конвенції Disney D23 у серпні 2024 року, а ще більше кадрів було показано на D23 Brasil у листопаді, де Фавро і Філоні виступили з відеозверненням зі знімального майданчика.

## Прем'єра
Вихід «Мандалорця та Ґроґу» в прокат у США заплановано на 22 травня 2026 року.